# ボチョウジ属

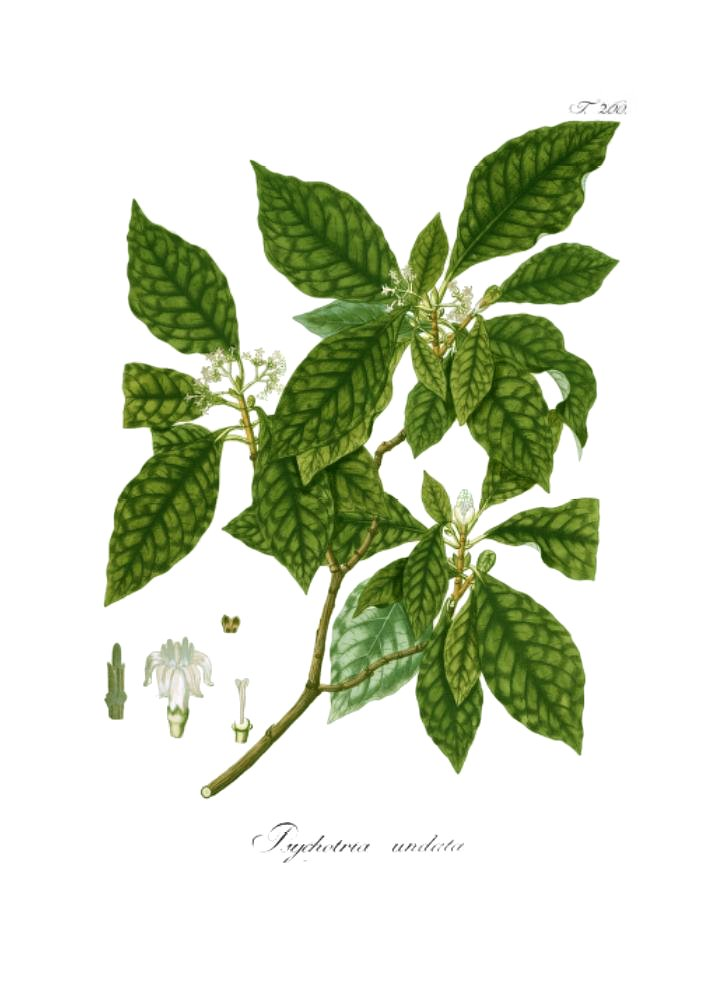
図版
P. nervosa Sw.

ボチョウジ属（ぼちょうじぞく; 学名: Psychotria）はアカネ科の属の1つ。極めて多くの種が含まれる。

## 特徴
直立性の低木から小高木だが、一部につる植物になるものがある。葉は対生で托葉が葉柄の間にあり、これは往々に癒合している。葉は革質で縁は滑らかで切れ込んだりしない。
花は茎の先端に生じる集散花序か円錐花序の形で付き、個々の花は小さいのが普通。萼は短い筒を作り、先端は5つの歯になるが、この歯は早くに脱落する。花冠の基部は花筒を作り、この部分は真っ直ぐで先端は5つに裂けるが、これは希に4ないし6裂の例がある。雄蘂は花冠の裂片と同数で花筒の内側につき、花糸は普通は短い。葯は細長い形で花筒から僅かに外に出る。子房は2室で、それぞれに胚珠が1つだけある。果実はさほど大きくならず、球形から卵円形などの形を取り、多少とも液果、つまり柔らかい果肉に包まれた果実になって中に2個の核を含む。核には1個の種子が含まれ、種子は片面が扁平でもう片面が盛り上がるか、あるいは稜を持つ。
学名はギリシャ語の psyche （生命）と trepho （保つ）に由来し、これは本属に薬用の種が含まれることによるが、ボチョウジ属が史上初めて記載されたのは1759年のリンネによる Syst. Nat. ed. 10, 2: 929 であり、掲載種は Psychotria asiatica、つまりボチョウジただ1種のみである。

## 分布
世界の熱帯から亜熱帯に広く分布する。

## 分類
この属は初島(1975)では500種、山崎(1989)では700種、福岡(1997)は800種、Davis et al. (2001)では2000種近く、Govaerts (2019) では1782種とある。種数の多さでは樹木を含む植物の属では最大のものの一つとのことで、その多様性と分類学的な複雑さには「途方に暮れる」といい、しかも多くの地域でこの類の研究は不十分であるという。近年の分類研究によるとこの属は側系統かあるいは多系統である可能性が高く、例えば近縁の、しかし明らかに区別出来る属、例えばアリ植物であるヒドノフィツム属（Hydnophytum）がこの属の系統の中に収まってしまうといったことが明らかになりつつある。従ってこの属と近縁の属の間で統合や細分がこれから行われる可能性が高い。

## 種

### 日本
日本産のものは以下の5種が知られる。ボチョウジとナガミボチョウジは3mに達しない低木で、オガサワラボチョウジは高木で最大8mに達する。オオシラタマカズラとシラタマカズラは這い上がるつる植物である。
- Psychotria asiatica L. ボチョウジ
- P. boninensis Nakai オオシラタマカズラ[3]
- P. homalosperma A.Gray オガサワラボチョウジ[3]
- P. manillensis Bartl. ex DC. ナガミボチョウジ[3]
- P. serpens L. シラタマカズラ[3]

### アジア（日本以外）
日本には見られないアジア産のものとして、コーナー & 渡辺 (1969:711-3) は以下のような種を紹介している。分類情報は Govaerts (2019) を参考とした。
- Psychotria angulata Korth. クロタマノキ - ミャンマー、タイ、マラヤ、ジャワ島、ボルネオ島に見られる[10]。
- P. malayana Jack（シノニム: P. stipulacea Wall.） サラングボチョウジ
- P. ovoidea Wall. ex Hook.f. ケシラタマ - ベトナム、マラヤ、ボルネオ島に見られる[10]。
- P. sarmentosa Blume ナンヨウシラタマカズラ[注 2]
  - P. sarmentosa var. sarmentosa（シノニム: P. obovata Wall. ex Ridl., nom. illeg.） マライシラタマ

### アフリカ
Beentje (1994) によれば、ケニアには以下のような種が見られる。分類情報は Govaerts (2019) を参考とした。

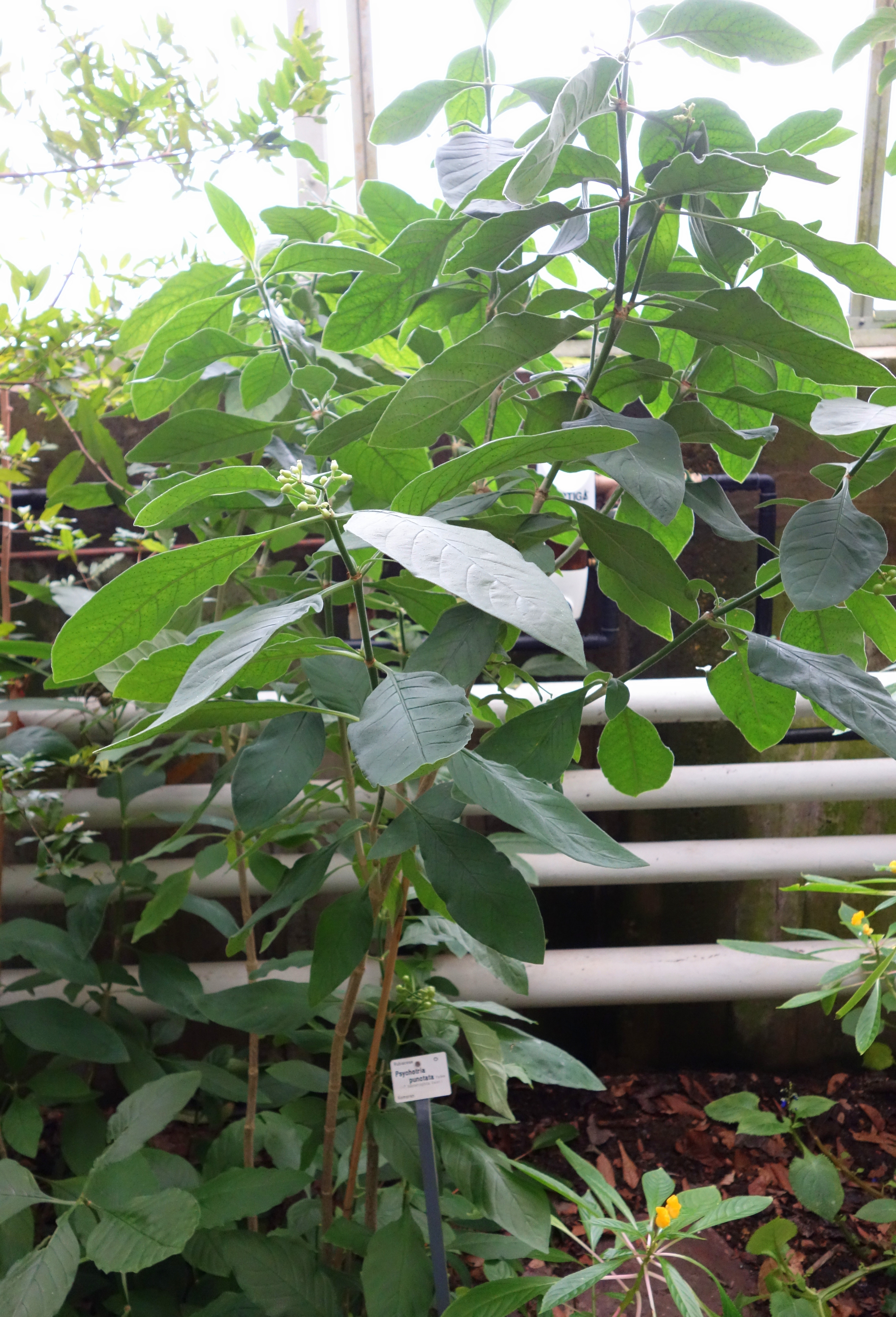
P. punctata

- Psychotria alsophila K.Schum. - 低木。タンザニアにも見られ、IUCNレッドリストでは Vulnerable（危急種）ver 2.3と評価されている[11]。
- P. amboniana K.Schum. - 低木。タンザニアやモザンビークでも見られる[10]。薬用（参照: #利用）。
- P. bagshawei E.M.A.Petit - 低木。タンザニア、ウガンダ、コンゴ民主共和国（旧ザイール）でも見られる[10]。
- P. capensis (Eckl.) Vatke
  - P. capensis subsp. riparia (K.Schum. & K.Krause) Verdc.（シノニム: P. riparia (K.Schum. & K.Krause) E.M.A.Petit）- 低木あるいは高木で植物体はほぼ無毛。エチオピア、ソマリア、ウガンダ、コンゴ民主共和国（旧ザイール）、ブルンジ、タンザニア、マラウイ、ザンビア、モザンビークでも見られる[10]。
  - P. capensis var. puberula (E.M.A.Petit) Verdc.（シノニム: P. riparia var. puberula E.M.A.Petit）- 低木あるいは高木で、植物体に赤味のある濃い毛が見られる。エチオピア、タンザニア、モザンビークでも見られる[10]。
- P. crassipetala E.M.A.Petit - 低木あるいは高木。Petit (1964:191) で記載されて以来ケニア固有種と見られてきたが近年タンザニアでも発見され、IUCNレッドリストでは Endangered（絶滅危惧種）ver 3.1と評価されている[12]。
- P. faucicola K.Schum. - 低木。タンザニアでも見られる[10]。
- P. fractinervata E.M.A.Petit（シノニム: Grumilea exserta K.Schum.）- 低木あるいは高木。キクユ語名 mũkomakoma[13]（モコマコマ）。タンザニアやウガンダでも見られる[10]。
- P. holtzii (K.Schum.) E.M.A.Petit - 低木。タンザニアでも見られる[10]。薬用（参照: #利用）。
- P. lauracea (K.Schum.) E.M.A.Petit - 低木あるいは高木。スワヒリ語名: msigande。カメルーン、ガボン、コンゴ民主共和国（旧ザイール）、ウガンダ、ルワンダ、タンザニア、ザンビアにも見られる[10]。
- P. leucopoda E.M.A.Petit - 低木。タンザニアでも見られる[10]。
- P. mahonii C.H.Wright - 高木あるいは低木。Beentje (1994) は変種として var. puberula (E.M.A.Petit) Verdc. や var. pubescens (Robyns) Verdc. を挙げているが、Govaerts (2019) は特にそのような区別は認めていない。ガボン、カメルーン、コンゴ民主共和国（旧ザイール）、スーダン、ウガンダ、ルワンダ、ブルンジ、タンザニア、マラウイ、ザンビア、ジンバブエでも見られる[10]。
- P. orophila E.M.A.Petit - 低木あるいは高木。コンゴ民主共和国（旧ザイール）、スーダン、エチオピア、ウガンダ、タンザニアにも見られる[10]。
- P. peduncularis (Salisb.) Steyerm. - 高さ2メートル以下の低木で、ルオ語名は obokeran[14]。アフリカ東部の沿岸諸国ではケニアからモザンビークにかけて、アフリカの内陸諸国ではエチオピア・スーダン・中央アフリカ共和国からジンバブエにかけて、アフリカ西部の沿岸諸国ではセネガルからアンゴラにかけて見られる[10]。
- P. petitii Verdc. - 低木あるいは高木。ケニアのタイタ・ヒルズ（Taita Hills）のみに見られ、IUCNレッドリストでは生育地の喪失が脅威になっているとして Endangered ver 3.1 と評価されている[15]。
- P. pseudoplatyphylla E.M.A.Petit - 低木あるいは高木。タンザニアにも見られ、IUCNレッドリストでは Vulnerable ver 2.3 と評価されている[16]。
- P. punctata Vatke - 低木。スワヒリ語名は mwango。
  - P. punctata var. punctata（シノニム: P. kirkii Hiern、P. kirkii var. hirtella (Oliv.) Verdc.、P. kirkii var. nairobiensis (Bremek.) Verdc.、P. kirkii var. tarambassica (Bremek.) Verdc.、P. kirkii var. volkensii (K.Schum.) Verdc.）- 若枝は無毛。ガボン、コンゴ民主共和国（旧ザイール）、スーダン、エチオピア、ソマリア、ルワンダ、タンザニア、マラウイ、ザンビア、ジンバブエ、モザンビーク、コモロにも見られる[10]。
  - P. punctata var. minor E.M.A.Petit - 若枝に微毛があり、葉は厚い。タンザニアにも見られる[10]。
  - P. punctata var. tenuis E.M.A.Petit - 若枝に微毛があり、葉は薄い。ケニアのみに見られる[10]。
- P. schliebenii E.M.A.Petit - 低木。
  - P. schliebenii var. parvipaniculata E.M.A.Petit - 葉は幅1-3.5センチメートル、葉柄は1センチメートル以下、花梗は開花段階で5-20ミリメートル。ケニアのみに見られる[10]。
  - P. schliebenii var. sessilipaniculata E.M.A.Petit - 葉は幅2.5-9センチメートル、葉柄は長さ0.5-8センチメートル、花梗は開花段階で1センチメートル未満。タンザニアでも見られる[10]。
- P. taitensis Verdc. - 小高木。ケニアのカシガウ（Kasigau）の固有種で、IUCNレッドリストでは Vulnerable ver 2.3 と評価されている[17]。
- P. tanganyicensis Verdc.
  - P. tanganyicensis subsp. tanganyicensis - 低木。タンザニアにも見られる[10]。

なお、高林・冨樫 (1989) で紹介されているコモロ原産のプシコトリア・バクテリオフィラ（Psychotria bacteriophila Valeton）は後に、既に上で触れた Psychotria punctata var. punctata のシノニムと見做されている。

### アメリカ
- Psychotria viridis Ruiz & Pav. サイコトリア・ヴィリディス（通称: チャクルーナ）- キューバやハイチ・ドミニカ共和国、メキシコ南東部からボリビアやブラジル南東部にかけて分布する[10]。幻覚剤の原料となる（参照: #利用）。

なお、高林・冨樫 (1989) で紹介されているブラジル原産のプシコトリア・ヤスミニフロラ（Psychotria jasminiflora (André) Mast.）は後に別属の Rudgea parquioides subsp. caprifolium (Zahlbr.) Zappi のシノニムと見做されているが、これはアカネ亜科ということは共通しているものの連が異なり、トコン（Carapichea ipecacuanha）と同じ Palicoureeae に属す。

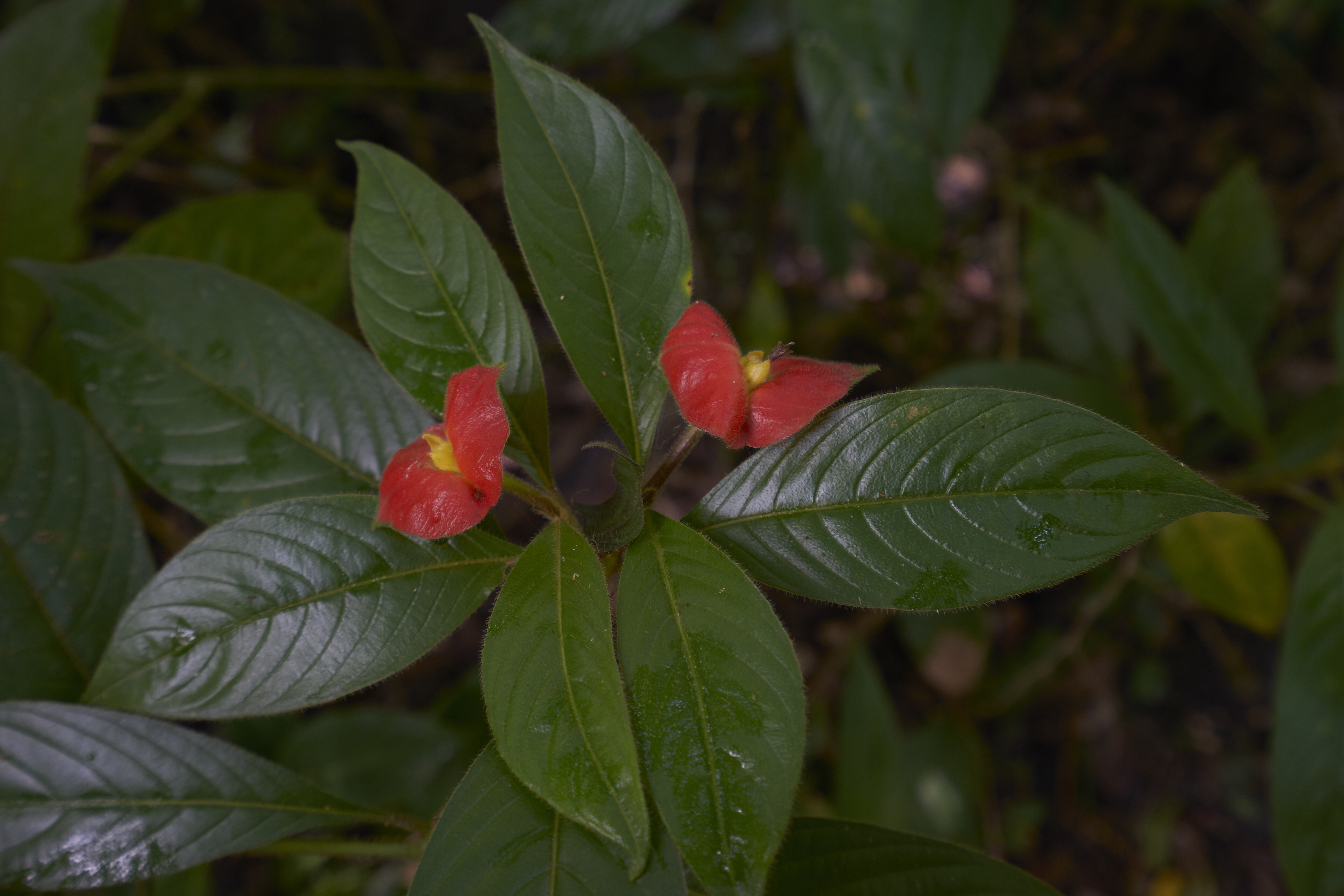
Palicourea tomentosa (syn. Psychotria poeppigiana)

またメキシコからアルゼンチンが原産で、人間の唇のような見た目の赤い苞葉が特徴であるサイコトリア・ペピギアナ（Psychotria poeppigiana Müll.Arg.; 別名: ホット・リップスなど）は論文 Borhidi (2011:248) で別属の Palicourea tomentosa (Aubl.) Borhidi（連は Palicoureeae）とされ、キュー植物園もこれを認めている。

### オセアニア
金平 (1933) はミクロネシア産のボチョウジ属植物として以下の5種を紹介している。

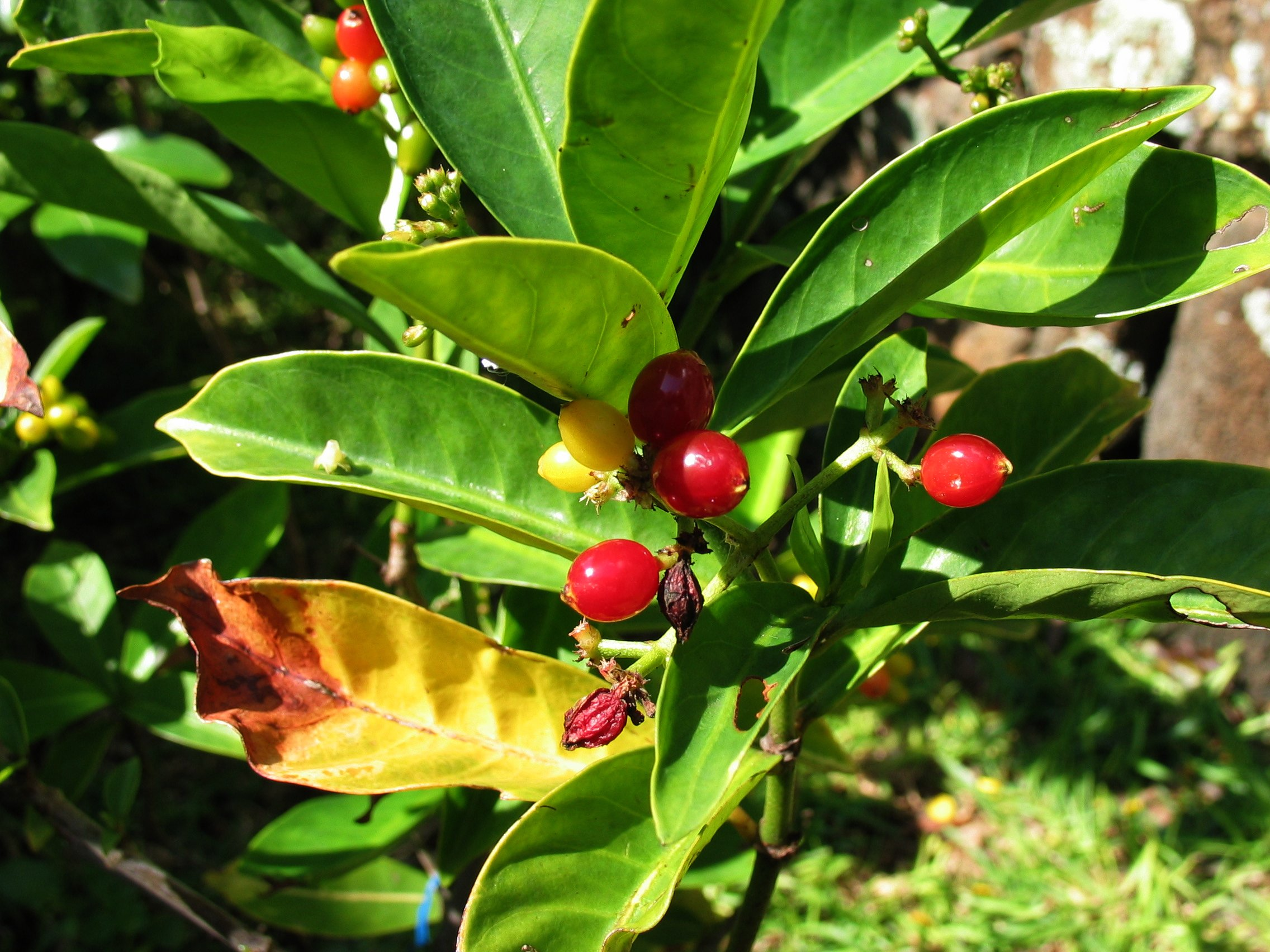
マリアナボチョウジ

- Psychotria arbuscula Volkens ヤツプボチヤウジ - 小低木。金平はヤップ島に多いと述べており、Govaerts (2019) はヤップ島含むカロリン諸島に分布するとしている。
- P. mariana Bartl. ex DC. マリアナボチョウジ[20][注 3] - 小高木。カロリン諸島とマリアナ諸島に分布[10]。
- P. merrillii Kaneh. ナナラウトボチヤウジ - 小高木もしくは低木。Govaerts (2019) はカロリン諸島産としているが、この種を記載した金平はその中でもポンペイ島（ポナペ島）のみに固有のものとしている。
- P. rhombocarpa Kaneh. ヒシミボチヤウジ - 小低木。コスラエ島（クサイ島）固有種。
- P. rotensis Kaneh. ロタボチヤウジ - 金平はロタ島固有種としているが、Govaerts はロタ島含むマリアナ諸島だけでなくカロリン諸島にも分布するとしている。金平 (1933:373) の記載が有効と見做され、認められている[10]。

## 利用

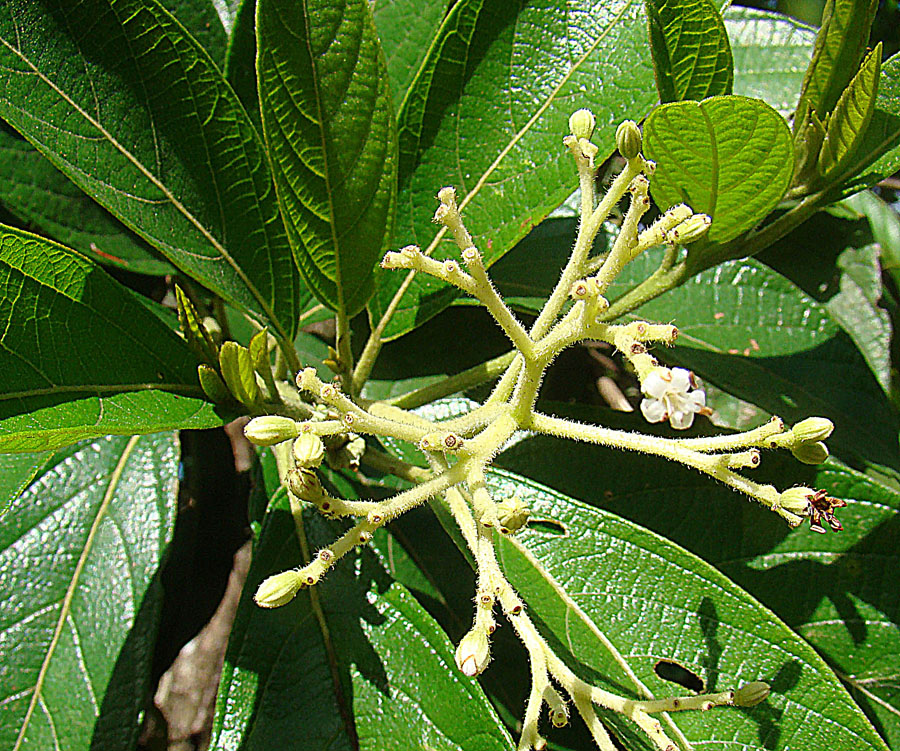
サイコトリア・ヴィリディス

学名が示すように薬用とされる種がある。南米産のものにサイコトリア・ヴィリディス（P. viridis; チャクルーナ）というものがあるが、これはDMT（ジメチルトリプタミン）を含み、幻覚剤アヤワスカの原料の一つとして利用される。ケニアではディゴ族（Digo）が P. amboniana（ディゴ語名は mukamasi）の葉の浸出液を赤子の頭痛に対して、P. holtzii（ディゴ語名: chifusi）の葉を燃やして出てきた煙を子供の頭の風邪に対して用いる。
薬用植物として名の知られるトコン（吐根）はかつて本属に Psychotria ipecacuanha として含められていた。

### 注釈

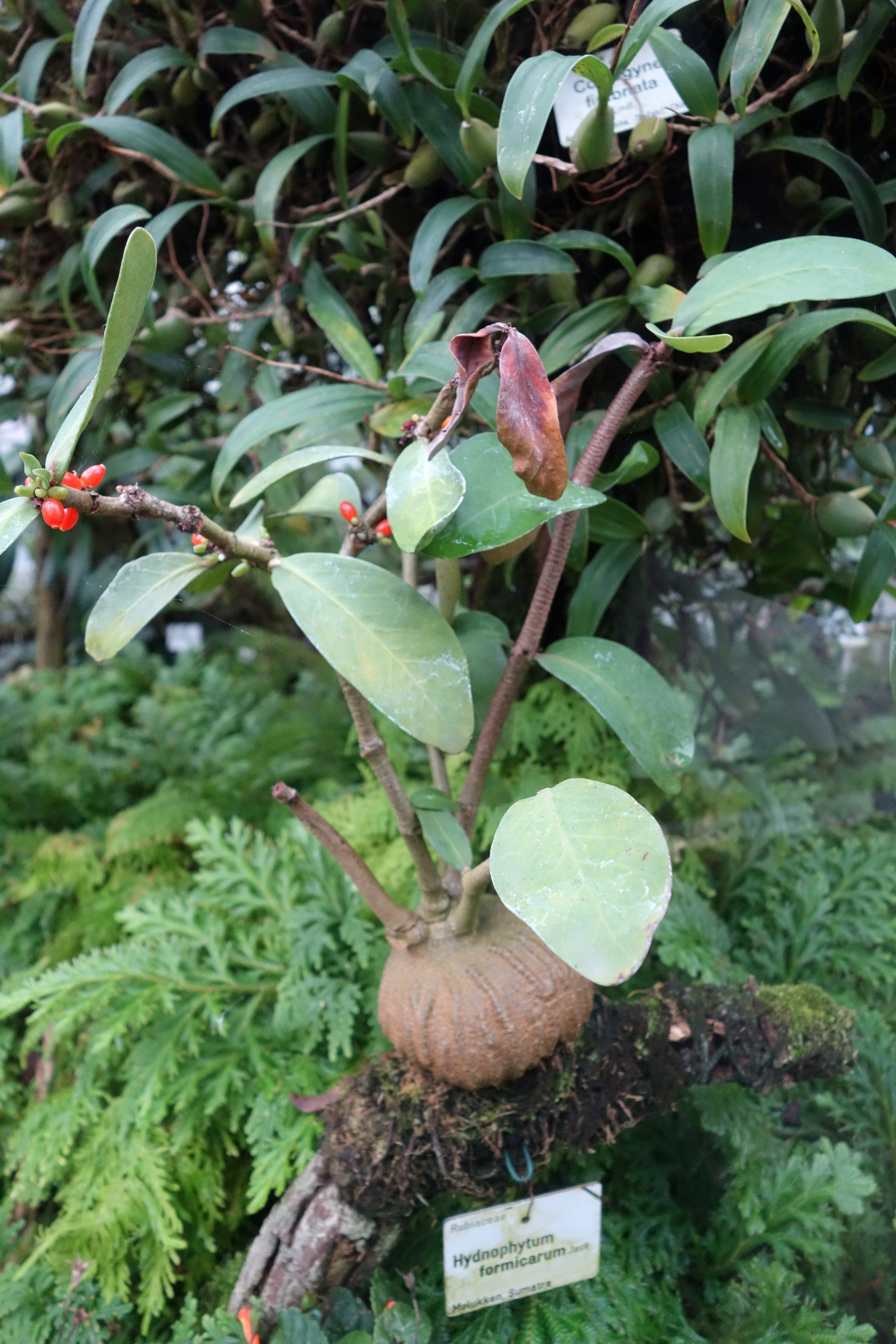
アリノスダマ（Hydnophytum formicarum）

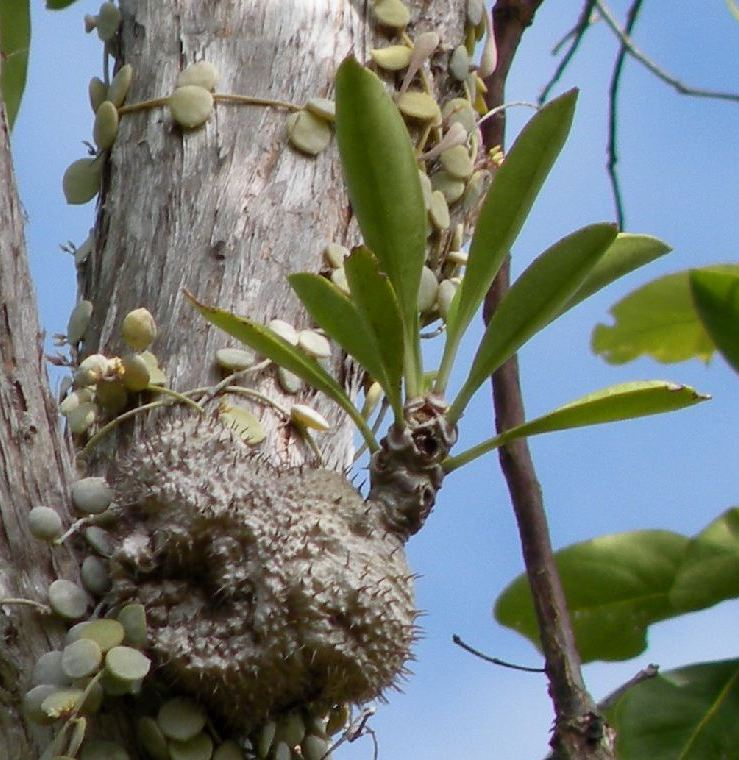
ミルメコディア・ベッカリー